# Berkshire (Vermont)
|  | Per a altres significats, vegeu «Berkshire (desambiguació)». |

Berkshire és una població dels Estats Units a l'estat de Vermont. Segons el cens del 2000 tenia 1.388 habitants.

## Demografia
Segons el cens del 2000, Berkshire tenia 1.388 habitants, 495 habitatges, i 376 famílies. La densitat de població era de 12,7 habitants per km².
Dels 495 habitatges en un 39,2% hi vivien nens de menys de 18 anys, en un 62,8% hi vivien parelles casades, en un 8,5% dones solteres, i en un 24% no eren unitats familiars. En el 17% dels habitatges hi vivien persones soles el 6,5% de les quals corresponia a persones de 65 anys o més que vivien soles. El nombre mitjà de persones vivint en cada habitatge era de 2,8 i el nombre mitjà de persones que vivien en cada família era de 3,15.
Per edats la població es repartia de la següent manera: un 28,4% tenia menys de 18 anys, un 7,3% entre 18 i 24, un 30,3% entre 25 i 44, un 24,9% de 45 a 60 i un 9,1% 65 anys o més.
L'edat mediana era de 36 anys. Per cada 100 dones de 18 o més anys hi havia 100 homes.
La renda mediana per habitatge era de 37.059 $ i la renda mediana per família de 40.833 $. Els homes tenien una renda mediana de 29.688 $ mentre que les dones 19.545 $. La renda per capita de la població era de 15.713 $. Entorn del 10,9% de les famílies i el 13,6% de la població estaven per davall del llindar de pobresa.